# 謝爾比縣 (印第安納州)
謝爾比縣（英語：Shelby County）是美國印地安納州中部的一個縣。面積1,070平方公里。根據美國2000年人口普查，共有人口43,445人。縣治謝爾比維爾。
成立於1822年4月1日。縣名以肯塔基州第一、五任州長艾萨克·谢尔比。